# Puente Las Cucharas
El puente Las Cucharas es una infraestructura ferroviaria del Metro Valparaíso, que atraviesa el estero Marga Marga, entre el límite de las comunas de Viña del Mar y Quilpué, en la región de Valparaíso, Chile. Su construcción formó parte del proyecto Ferrocarril de Valparaíso a Santiago.

## Historia

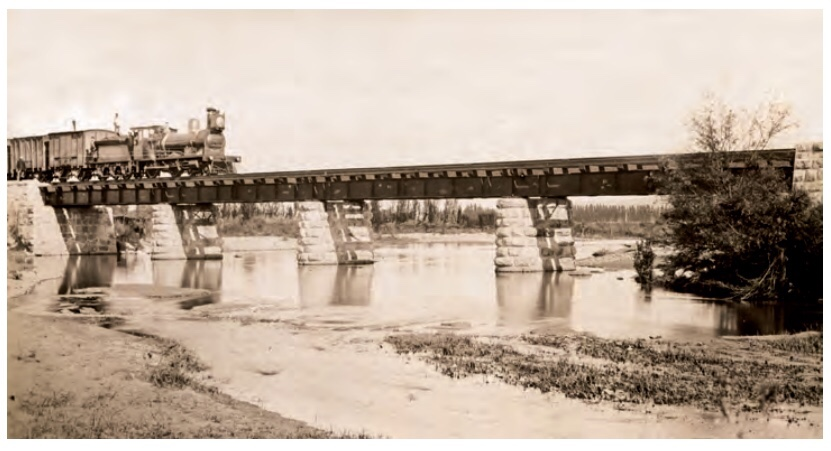
Vista del primer puente Las Cucharas.

El primer puente fue inaugurado en 1856. La obra, dirigida por el ingeniero inglés William Lloyd, fue ejecutada por contratistas como el norteamericano William C. Linton. Y funcionaba como entrada a un tramo donde el ferrocarril debía realizar un violento ascenso por el desfiladero Las Cucharas, hacia Quilpué.
Dicho problema se resolvió con la altura con la que fue dotada la versión tipo mecano que se construyó entre los años 1908 y 1913, para modernizar el paso por el Marga Marga luego del terremoto de 1906, y reemplazar el antiguo puente. La construcción de la ferretería estuvo a cargo de la usina francesa  Schneider et Cie. Le Creusot, y no se interrumpió el tráfico ferroviario debido a que el antiguo puente siguió funcionando mientras concluían las obras.
El terremoto de 2010 dejó al puente con graves daños estructurales en uno de sus pilares, por lo que el servicio habitual de Metro Valparaíso sufrió una interrupción, que terminó una vez que la primera parte de las reparaciones concluyeron el 19 de marzo de 2010.
El 2 de febrero de 2024 una parte de sus durmientes de madera se vio afectada por uno de los incendios forestales ocurridos en la zona.